# 오테라촌
오테라촌(大寺村)은 야마가타현 히가시무라야마군에 설치되었던 촌이다.